# Comuna Banca, Vaslui
Banca este o comună în județul Vaslui, Moldova, România, formată din satele 1 Decembrie, Banca, Gara Banca (reședința), Ghermănești, Miclești, Mitoc, Satu Nou, Sălcioara, Sârbi, Stoișești, Strâmtura-Mitoc și Țifu.

## Așezare
Comuna se află în partea de sud a județului, fiind deservită de DN24 (E581). Se află la o distanță de 40 de km de Vaslui, reședința județului, și din punct de vedere geografic, comuna se află pe Podișul Moldovei.

## Demografie
Componența etnică a comunei Banca
     Români (90,66%)
     Alte etnii (0,04%)
     Necunoscută (9,3%)
Componența confesională a comunei Banca
     Ortodocși (89,48%)
     Alte religii (1,18%)
     Necunoscută (9,34%)
Conform recensământului efectuat în 2021, populația comunei Banca se ridică la 4.991 de locuitori, în scădere față de recensământul anterior din 2011, când fuseseră înregistrați 5.389 de locuitori. Majoritatea locuitorilor sunt români (90,66%), iar pentru 9,3% nu se cunoaște apartenența etnică. Din punct de vedere confesional, majoritatea locuitorilor sunt ortodocși (89,48%), iar pentru 9,34% nu se cunoaște apartenența confesională.

## Istorie
La sfârșitul secolului al XIX-lea, comuna făcea parte din plasa Târgul a județului Tutova și era alcătuită din satele Banca, Ghermănești și Fedești, cu o populație de 1499 de locuitori. În comună funcționa o școală mixtă. La acea vreme, pe teritoriul actual al comunei, funcționa în plasa Mijlocul a județului Vaslui comuna Țifu, iar în plasa cu același nume din județul Fălciu și comuna Stoișești. Comuna Țifu era alcătuită din satele Țifu și Miclești, cu o populație de 522 de locuitori, existând aici două școli, iar comuna Stoișești era alcătuită doar din satul de reședință cu același nume, având o populație de 700 de locuitori, existând aici o școală mixtă și o biserică.
Anuarul Socec din 1925 consemnează alipirea satului Țifu la comuna Stoișești. Comuna Stoișești este consemnată în plasa Elan din județul Fălciu iar comuna Banca în plasa Murgeni din județul Tutova. Comuna Stoișești avea o populație de 1160 de locuitori, iar comuna Banca – 1860 (ambele păstrându-și structurile). În 1931, comunei Banca îi se alipește și satul Gara Banca. În plus, comuna Stoișești este transferată, în același an, județului Tutova.
În anul 1950, comunele au fost transferate raionului Fălciu a regiunii Bârlad, iar doi ani mai târziu în cea a raionului Murgeni, iar după 1956 a raionului Bârlad a regiunii Iași. În timp, satul Sârbi se desprinde de fosta comună Puntișeni, și formează comuna Sârbi, căruia îi se alipesc două sate: Ion Arghirescu și Niculae Hobjila, care primesc în anul 1964, numele de Satu Nou și Sălcioara.
În anul 1968, comunele revin la județul Vaslui. Cu această ocazie, comunele Sârbi și Stoișești sunt desființate și incluse în comuna Banca. Tot atunci, satul Fedești este transferat comunei Șuletea iar comuna Banca a primit în schimb satele Strâmtura-Mitoc și Miclești (anterior în comuna Șuletea și comuna Puntișeni – ultima fiind desființată). De asemenea, satul Gara Banca a devenit noua reședință a comunei.

## Politică și administrație
Comuna Banca este administrată de un primar și un consiliu local compus din 15 consilieri. Primarul, Vasile Vânătoru[*], de la Partidul Social Democrat, este în funcție din 2004. Începând cu alegerile locale din 2024, consiliul local are următoarea componență pe partide politice:
|  | Partid                    | Consilieri | Componența Consiliului | Componența Consiliului | Componența Consiliului | Componența Consiliului | Componența Consiliului | Componența Consiliului | Componența Consiliului |
|  | ------------------------- | ---------- | ---------------------- | ---------------------- | ---------------------- | ---------------------- | ---------------------- | ---------------------- | ---------------------- |
|  | Partidul Social Democrat  | 7          |                        |                        |                        |                        |                        |                        |                        |
|  | Partidul Național Liberal | 6          |                        |                        |                        |                        |                        |                        |                        |
|  | Uniunea Salvați România   | 2          |                        |                        |                        |                        |                        |                        |                        |